# 徐縉芳
徐缙芳（?—?），字奕開，號十洲，福建泉州府晉江縣人。明朝政治人物。

## 生平
祖父徐荣，嘉靖十一年（1532年）进士。父徐用宾，万历年间，援例授攸县簿。徐缙芳生於万历二年（1574年），师從何乔远。万历二十五年（1597年）丁酉科福建鄉試第三十三名舉人，二十九年（1601年）辛丑科進士三甲第一百六十三名。都察院觀政，万历三十年（1602年），初授溧阳县知县，三十一年應天府同考，三十七年升任工部主事，三十八年行取考选，四十年授江西道御史。為東林黨人，與周起元、李邦華、李炳恭、徐良彥等，被目為五鬼。万历四十年（1612年）十月，為顧憲成爭取諡號，又彈劾天津稅監馬堂“九大罪”，赢得敢言之名。萬曆四十年（1612年）十月巡盐兩淮，透過賓客张汾收受賂遺。万历四十二年五月，工科给事中刘文炳上疏弹劾徐缙芳“纳贿贪赃”。万历四十四年四月，巡按御史证实徐缙芳确实存在贪腐事实。被劾，黜为民。天啟年間遣戍。

## 家族
曾祖徐榮，壬辰進士。祖父徐用賓。父徐鴻儀。